# Ophiostoma trinacriforme
Ophiostoma trinacriforme är en svampart som först beskrevs av A.K. Parker, och fick sitt nu gällande namn av T.C. Harr. 1987. Ophiostoma trinacriforme ingår i släktet Ophiostoma och familjen Ophiostomataceae.   Inga underarter finns listade i Catalogue of Life.